# کریس براون
کریستوفر موریس براون (به انگلیسی: Christopher Maurice Brown؛ زادهٔ ۵ مهٔ ۱۹۸۹) خوانندهٔ آمریکایی است که تاکنون برنده جوایز متعددی در جوایز بت، مسابقه انتخاب نوجوانان، جوایز بیلبورد شده‌است. او در سال ۲۰۰۵ خوانندگی را به عنوان حرفه‌اش برگزید و در همان زمان که ۱۶ ساله بود مدرسه و تحصیل را ترک کرد و به دانشگاه راه نیافت.
او گفته‌ است که اگر خواننده نمی‌شد، قطعاً بسکتبالیست می‌شد. به گفتهٔ خودش او به خوبی بسکتبال بازی می‌کند و خوانندهٔ معروف و محبوبی است، به‌طوری‌که بارها برنده جوایز انتخاب نوجوان و انتخاب کودکان شده‌است. او گفته‌است که آلبوم‌ها و آهنگ‌هایش تنها برای طرفدارانش مناسب است و امکان دارد که در نظر منتقدان به عنوان بهترین‌ها برگزیده نشود. اما همان‌طور که در فهرست جایزه‌هایش دیده می‌شود، کارهایش نظر بسیاری از منتقدان را نیز جلب کرده‌است.
کریس براون در نقل قولی خود را وارث توپاک و مایکل جکسون دانسته است .
کریس براون در حال حاضر از بهترین رقصنده های مرد جهان است.
جدیدترین آلبوم کریس براون به نام ایندیگو از ۵ ژوئیهٔ سال ۲۰۱۹ تاکنون در بین ۵ آلبوم برتر جدول بیلبورد قرار گرفته که یک رکورد بی‌نظیر به حساب می آید.
«بدون راهنمایی» با همکاری دریک نیز در بین ۱۰ موزیک برتر جدول بیلبورد قرار گرفته است.

## اوایل زندگی، خانواده و تحصیلات
براون در شهر کوچک تاپاهانوک در ویرجینیای ایالات متحده آمریکا زاده شد. پدر و مادرش، کلینگتون براون و هاوکینز و او یک خواهر بزرگتر به اسم لایترل باندی دارد. کودکی‌اش را با آثار توپاک شکور که به گفتهٔ خودش، «بزرگ‌ترین الهام‌گر تمام زندگی‌اش بوده» گذراند و آرزوی رپر شدن را از سنین کودکی در سر پروراند. وقتی ۱۲ ساله شد، مادرش با شنیدن صدای او در حال آواز خواندن در اطراف خانه متوجه شد که صدای او عالی است. اما تا سن ۱۶ سالگی که تینا دیویس از استودیوی دف جم او را دید به آن عرصه روی نیاورد.

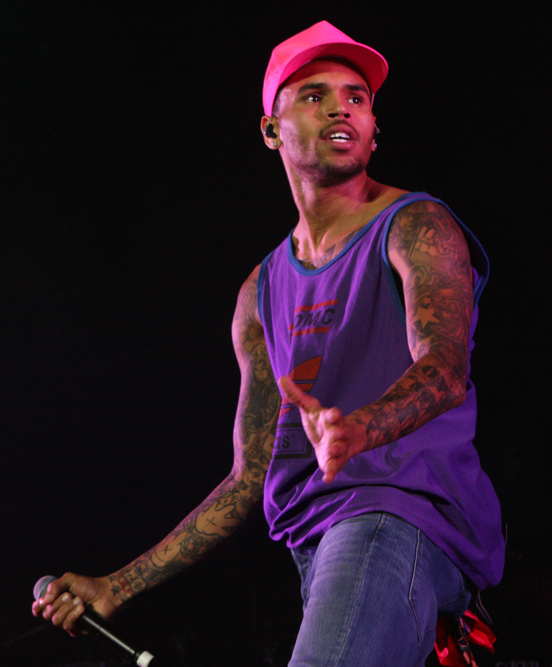
کریس براون در حال اجرا در سال ۲۰۱۲

تینا به او کمک کرد تا با جایو رکوردز همکاری کند و نخستین آلبوم خود را در آن جا بسازد. سرانجام در نوامبر ۲۰۰۵، آلبوم کریس بروان به سی‌دی فروشی‌های سراسر آمریکا برده شد و با فروش بالایی در صدر جدول‌ها قرار گرفت. با این که بیشتر آهنگ‌های او الهام‌گرفته از هیپ هاپ هستند، اما صدای او در واقع آوایی از ریتم و بلوزهای کلاسیک است، آوایی که باعث شد تینا دیویس آن را بی‌مانند بخواند.
او اکنون با دو آلبوم پرفروش و بازی در ۴ فیلم به همراه کلمبوس شورت یکی از معروف‌ترین چهره‌های خوانندگی و جزو محبوب‌ترین خواننده‌ها در آمریکا و سراسر جهان است.

## حرفه

### ۲۰۰۲–۲۰۰۴: آغاز حرفه
او در اواخر سال ۲۰۰۴ مدرسه را رها کرد تا مقدمات آلبوم اش، کریس براون، را فراهم کند. سرانجام در ۲۹ نوامبر ۲۰۰۵ آلبوم منتشر شد و در لیست دویست آلبوم برتر بیل برد در مقام دوم جای گرفت که موفقیت عظیمی برای اولین آلبوم او بود. باور نکردنی بود که در همان هفتهٔ اول بیش از ۱۵۵۰۰۰ نسخه‌اش در اولین هفته به فروش رفته بود. ودیو کلیپ حرکتش بده! در ایالات متحده، زلاند نو و استرالیا در مقام اول پرطرفدارترین آهنگ‌ها قرار گرفت. ودیو ی پس از آن، "هی! (متاسفم دوشیزه انم)" نیز دومین آهنگ پرطرفدار کریس در جداول ده آهنگ برتر، و در واقع هفتمین در آمریکا و سیزدهمین در بریتانیا بود.
سومین موزیک ودیو اش، «به من بده»، در مارس ۲۰۰۶ با همراهی لیل وین به بازار عرضه شد. این آهنگ هرچند که به صورت میکس شده با همراهی لیل وین در سی دی‌های فروخته شده نبود، اما بعدها اضافه شد. ای آهنگ از رتبهٔ ۸۰ جداول بیل برد، به سرعت به رتبهٔ ۱۵ صعود کرد. لازم است ذکر شود که دستیار کارگردان دومین و سومین کلیپ اش را خود بر عهده داشته‌است. خداحافظی کن، آهنگی که برای فیلم گام بردار ساخته شده بود نیز به صورت کلیپ به نمایش عموم درآمد.
در ژوئن ۲۰۰۶، براون دی‌وی‌دی‌هایی را با عنوان «سیاحت کریس براون» عرضه کرد که قدم به قدم مسافرت او ابتدا به بریتانیا و سپس به ژاپن را نمایش می‌دهد، که البته نماهایی از مراحل آماده شدن او برای اولین مسابقه گرمی اش، و مچنین پشت صحنهٔ کلیپ‌هایش را در خود گنجانده بود.

### ۲۰۰۷–۲۰۰۸:بی‌سابقه
پس از به پایان رساندن تابستان اش با نی-یو باون به سرعت دست به کار ساخت آلبوم جدید اش، «بی‌سابقه» شد که قرار بود در ۲۸ اوت ۲۰۰۷ منتشر شود، در حالی تاریخ عرضه‌اش به ۶ نوامبر همان سال تغییر یافت. این آلبوم هم در لیست دویست تایی پرفروش‌های بیل بورد چهارم و در لیست بهترین آهنگ‌های سبک آر اند بی دوم شد. در همان هفتهٔ اول ۳۰۰۰۰۰ نسخه به فروش رفت، مقداری که ۱۴۰۰۰۰ بیش از انتظارات بود.
اولین ودیو ی این آلبوم دیوار به دیوار بود، که در لیست ۱۰۰ ودیوی برتر بیل بورد ابتدا نود و ششم، سپس هفتاد و نهم و در آخر بیست و دوم شد. «بوس بوس» نیز که دومین ویدئو بود، بیش از انتظار گل کرد و در مقام اول جداول بیل بورد قرار گرفت. این آهنگ با همراهی تی-پین ساخته و پرداخته شده بود. ویدئوی با تو که در ۴ دسامبر ۲۰۰۷ وارد بازار شد را می‌توان بزرگترین موفق کریس براون تا به آن زمان دانست، زیرا پس از دوم شدن در جدول بیل بورد، در مقام‌های اول یا دوم بسیاری از کشورها مانند: اندونزی، سنگاپور، برزیل، کانادا، فیلیپین، ایالات متحده، قبرس، فرانسه، ایرلند، بریتانیا، مالزی و استرالیا جای گرفت.

#### بی سابقه"، نسخهٔ "جاوادانه
در تاریخ سوم جون ۲۰۰۸، یک نسخهٔ دیلاکس از آلبوم بی‌سابقه با عنوان نسخهٔ جاودانهٔ بی‌سابقه منتشر کرد که در واقع هفت ماه بعد از نسخهٔ اصلی در اختیار عموم قرار گرفته بود. نسخهٔ جدید شامل چندین آهنگ جدید نیز مانند «جاودانه» می‌شد، که در همان زمان در رتبهٔ سوم صد آهنگ برتر بیل بورد قرار گرفت.
با انتشار این آلبوم، بروان عازم سفری برای کنسرت «تعطیلات بی‌سابقه» شد، و به مسافرت در سی شهر آمریکایی پرداخت. کنسترش در سینسیناتی، اوهایو در تاریخ ششم دسامبر ۲۰۰۷ شروع شد و در هنولولو ی هاوایی پایان یافت. ودیوهایش در همان سوم ژوئن ۲۰۰۸ به عنوان سی‌دی دوم بی‌سابقه: نسخهٔ جاودانه منتشر شد.
کریس براون در بت اوارد ۲۰۰۸ برندهٔ جایزهٔ بهترین خوانندهٔ مرد شد. او در این مسابقه شعر باتو و به زیر کشاندن تو را اجرا کرد. همراهی سیارا در رقص نیز یکی از عوامل برنده شدن او بود.
او همچنین در آلبوم جدید لوکاریس، تئاتر ذهن، با همراهی این خواننده در آهنگ «آن دختران چگونه‌اند» مشارکت دارد.
در سال ۲۰۰۹ نیز آلبوم جدید او با مشارکت بسیاری از چهره‌های مهروف خوانندگی به بازار عرضه خواهد شد.

### کمک به خیریه‌ها
کریس براون در سال ۲۰۰۶، پنجاه هزار دلار از درآمد تور آپ کلوز اند پرسنال را به بیمارستان تحقیقاتی اطفال سنت جود هدیه کرد.

## اتهام تجاوز جنسی
کریس براون روز دوشنبه ۲۱ ژانویه ۲۰۱۹ در پاریس به اتهام تجاوز به عنف بازداشت شد.
البته در دادگاه، کریس براون از این اتهام تبرئه گردید و بی‌گناه شناخته شد.

## ترانه‌شناسی
آلبوم‌های استودیویی
- کریس براون (۲۰۰۵)
- بی‌سابقه (۲۰۰۷)
- گرفیتی (۲۰۰۹)
- شهرت (۲۰۱۱)
- بخت (۲۰۱۲)
- ایکس (۲۰۱۴)
- رویالتی (۲۰۱۵)
- دل‌شکستگی در ماه کامل (۲۰۱۷)
- ایندیگو (۲۰۱۹)
- بریزی (۲۰۲۲)
- ۱۱:۱۱ (۲۰۲۳)

آلبوم‌های همکاری
- طرفدار هوادار: آلبوم (با تایگا) (۲۰۱۵)